# Samata
Samata (zu deutsch: „Gleichheit“) ist eine im indischen Bundesstaat Andhra Pradesh engagierte Nichtregierungsorganisation, die sich für die Rechte der Stammesbevölkerung (engl.: tribals), der Ureinwohner Indiens, einsetzt und diese zum Beispiel vor Gericht oder auch finanziell unterstützt. Außerdem werden Workshops zur Aufklärung in kritischen Themen wie Hygiene, Erziehung und der Gesetzeslage durchgeführt.
Die Arbeit von Samata begann 1987 im Distrikt East Godavari in den Gebirgszügen der Ostghats und der Umgebung der Hafenstadt Visakhapatnam.
Seitdem unterstützt Samata die Ureinwohner in der Region mit der Einrichtung von Infrastruktur, Rechtsberatung und hilft ihnen, sich gegen die Ausbeutung durch in der Region ansässige Unternehmen zu wehren.

## Samata 1987–1997
Zehn Jahre lang waren die Haupttätigkeiten von Samata Entwicklungsarbeit in den Kommunen mit den folgenden Schwerpunkten:
- Die Unterstützung der Stammesbevölkerung in der Errichtung von notwendiger Infrastruktur wie Bildung, Gesundheitswesen, Trinkwasserversorgung und Behausungen.

- Die Förderung von nachhaltiger Entwicklung mit Rücksicht auf den Reichtum der Natur in den betroffenen Regionen.

- Die Aufklärung der Ureinwohner über ihre gesetzlichen Rechte.

- Die Organisation von Adivasigruppen zum selbstständigen Widerstand gegen die Ausbeutung der Rohstoffe und Bodenschätze.

- Das Erlangen von sozio-ökonomischer Unabhängigkeit für die Menschen der Region.

## Das Samata-Urteil 1997
1997 gelang Samata nach jahrelangem Rechtsstreit ein historischer Sieg vor dem obersten Gerichtshof Indiens: Der Rechtsspruch, der seitdem als „Samata-Urteil“ bezeichnet wird, stellt klar, dass niemand, auch nicht die Regierung, berechtigt ist, Land in den von Adivasi bewohnten sogenannten „fifth scheduled areas“ zu kaufen oder weiterzugeben.
Dieser Sieg über die Regierung betrifft also alle Adivasi in Indien (ca. 80 Millionen) und soll sicherstellen, dass deren Land nicht industriell genutzt wird, sondern vielmehr weiterhin als Lebensgrundlage der Adivasi dienen kann.
Trotz des Rechtsspruchs gab es in den letzten Jahren aber immer wieder Verstöße gegen das neue Landrecht. Die Regierungen Indiens und der Betroffenen Bundesstaaten prüfen ständig, wie man das Urteil umgehen oder ganz abschaffen kann.

## Samata 1998 bis heute
Nach 1998 konzentrierte sich die Arbeit von Samata hauptsächlich auf Rechtsberatung der Adivasi, wobei große Erfolge erzielt werden konnten. Außerdem wird durch die Medien, Kampagnen und Lobbyarbeit versucht, mehr öffentliche Aufmerksamkeit für die Probleme der indigenen Bevölkerung zu bekommen.
Des Weiteren hat Samata es sich zur Aufgabe gemacht, die Einhaltung des Samata-Urteils zu überwachen und gegen Bergbau- und Forstwirtschaftsunternehmen vorzugehen, die Land, das bereits seit Generationen von den Stämmen bewohnt und kultiviert wird, für ihre Zwecke nutzen möchten.
Samata leitet das indische Netzwerk „Mines, Minerals & People“, das auf die von Bergbau verursachten sozialen Probleme aufmerksam macht und ist Mitglied der internationalen Gruppe „Women & Mining“.

## Balamitra
Da die Analphabetenquote in vielen Adivasiregionen bei 70 Prozent und mehr liegt, die Regierung es aber versäumt, ausreichend Schulen einzurichten, hat Samata das Bildungsprogramm „Balamitra“ (zu deutsch: „Freunde der Kinder“) ins Leben gerufen.
In der jüngeren Vergangenheit konnten über 40 Grundschulen in den Dörfern im Norden des Bundesstaates Andhra Pradesh errichtet werden. Dabei wird einerseits versucht, durch die Bildung den jungen Adivasi eine Perspektive in der modernen, aufstrebenden indischen Gesellschaft zu bieten, andererseits jedoch deren einzigartige Kultur und den Bezug zur Natur zu bewahren. Dabei werden Ideen der Erziehungskunst Rudolf Steiners eingebracht und regelmäßig in Workshops verfestigt.